# Islotes de Cosigüina
Para la península, véase Península de Cosigüina.
Para el volcán, véase Volcán Cosigüina.
Islotes de Cosigüina (también conocidos como «farallones de Cosigüina») es el nombre que recibe un grupo de pequeños islotes rocosos ubicados en el Golfo de Fonseca a 10 km de tierra firme, y que administrativamente forman parte del municipio de El Viejo, departamento de Chinandega en el extremo noroccidental de la península de Cosigüina en Nicaragua. 
Constituyen un sitio de anidación para diversas especies de aves y su territorio es parte de un área protegida de Nicaragua reconocida como reserva natural. También era llamado "Lacoalguina".
Se cree que aparecieron como consecuencia de una fuerte erupción en el siglo XIX, recibiendo su nombre del volcán que les dio origen, el Cosigüina.